# Типовой проект кооперативного гаража
Типовой проект кооперативного гаража — проект зданий в стиле советского модернизма, разработанный О. Голынкиным в 1964 году. Сохранились образцы, построенные по адресам улица Александра Невского, 8 (построен в 1964—1967 годах), улица Пинегина, 22, а также построенные в 1970-х годах здания на Ключевой улице, 32, Бухарестской улице, 82, Витебском проспекте, 27, Школьной улице, 43 и 37, улице Лёни Голикова, 31 к. 5, в Транспортном переулке, 10А.
Согласно ЦГАЛИ, ф. 341 оп. 3 д. 21, оригинальным автором проекта в 1963 году была Елена Георгиевна Бражникова.
У зданий светлая кирпичная облицовка, рампы для автомобилей скрыты за фасадом, в прямоугольном выступе с вертикальным остеклением сделана лестница. У зданий железобетонный каркас, они рассчитаны на 296 машин.